# 八田卯一郎
八田 卯一郎（はった ういちろう、1903年9月10日 - 1989年4月20日 ）は、大阪府大阪市出身の裁判官、サッカー選手。

## 来歴
大阪府の明星商業学校在学時はサッカー部に所属。1920年には主将を務め、第4回日本フットボール優勝大会（1921年1月開催）に出場した。
1921年、神田清雄や安積四郎らの明星商業学校OBと共に大阪サッカー倶楽部を創設し、同チームに所属した。1925年5月にマニラで開催された第7回極東選手権競技大会のサッカー日本代表に選出され2試合に出場した。
その後は旧制第一高校を経て、東京帝国大学法学部に入学。1930年に大学を卒業し、裁判官の道を進む。東京区裁判所在任時の1938年に小説家の石川達三が新聞紙法に違反した事件の公判を担当した。1939年から1946年まで満州国の新京地方法院次長、1950年から当時東京都にあった裁判所書記官研修所の初代所長を務め、任期終了後は東京地方裁判所に赴任。1965年に東京地裁の刑事部の裁判長時にハガチー事件（1960年6月11日）の公判を担当した。
1968年に静岡地方裁判所の所長を最後に定年退官したが、以降も東京簡易裁判所の裁判官を務めた。1970年5月から国税不服審判所の初代所長を務めた。
1989年4月20日、神奈川県藤沢市において心不全により死去した。享年85歳。

## 所属チーム
- 明星商業学校
- 大阪サッカー倶楽部

## 代表歴

### 出場大会
- 第7回極東選手権競技大会

### 試合数
- 国際Aマッチ 2試合 0得点

| 日本代表 | 国際Aマッチ | 国際Aマッチ | その他 | その他 | 期間通算 | 期間通算 |
| 年       | 出場        | 得点        | 出場   | 得点   | 出場     | 得点     |
| -------- | ----------- | ----------- | ------ | ------ | -------- | -------- |
| 1925     | 2           | 0           | 0      | 0      | 2        | 0        |
| 通算     | 2           | 0           | 0      | 0      | 2        | 0        |

### 出場
| No. | 開催日         | 開催都市 | スタジアム | 対戦相手   | 結果 | 監督     | 大会       |
| --- | -------------- | -------- | ---------- | ---------- | ---- | -------- | ---------- |
| 1.  | 1925年05月17日 | マニラ   |            | フィリピン | ●0-4 | 山田午郎 | 極東選手権 |
| 2.  | 1925年05月20日 | マニラ   |            | 中華民国   | ●0-2 | 山田午郎 | 極東選手権 |